# Накка (острів)
На́кка (швед. Nacka) — невеликий острів в Балтійському морі, в складі Стокгольмського архіпелагу. Територіально відноситься до комуни Накка лену Стокгольм, Швеція.
Острів розташований на схід від Стокгольма. Автомобільними та залізничним мостами з'єднаний з материком та островом Седермальм. На південному сході збудована дамба, що перетворила острів фактично на півострів. Через неї збудовано автомобільну магістраль та залізницю.
Накка майже весь забудований, лише на півночі є невелика ділянка лісів. Тут було створено заповідник Нюккельвікенс.
Острів заселений, на ньому знаходяться місто Накка та декілька сіл.
| Швеція | Це незавершена стаття з географії Швеції. Ви можете допомогти проєкту, виправивши або дописавши її. |